# Monitor (medicina)
Il monitor è un apparecchio medico che si usa negli ospedali, nei centri medici, nelle ambulanze da personale medico. L'apparecchio viene utilizzato per rilevare i parametri vitali di una persona.

## Struttura
Ha la forma di uno schermo con diversi cavi collegati al paziente. Può eseguire un elettrocardiogramma, misura la saturazione dell'ossigeno nel sangue con un pulsiossimetro e la pressione con uno sfigmomanometro automatico. 
Ne esistono diversi modelli con capacità di rilevare diversi parametri vitali ma la maggior parte può eseguire almeno un elettrocardiogramma.

## Utilizzo
Il paziente viene collegato ai cavi del monitor.
Se il monitor ad esempio ha ECG, SpO2 (saturazione dell'ossigeno) e NIBP (pressione), il paziente è collegato con i cavi dell'ECG al petto e con il cavo del SpO2 collegato a un dito o un Padiglione auricolare (orecchio), mentre il NIBP viene collegato con un manicotto a un braccio.